# ひろめ屋敷
ひろめ屋敷（ひろめやしき）は高知市帯屋町2丁目。現在はひろめ市場があることで知られている。
「ひろめ」は幕末の土佐藩家老の深尾弘人（ひろめ）蕃顕（しげあき）の屋敷があったことに基づいている。
またプロレタリア詩人・槇村浩の自宅もここにあった。
深尾は、吉田東洋が中心になった通称「新おこぜ組」の一人。吉田が開設した少林塾の師弟が中心となって生まれた派閥。
| スタブアイコン | サブスタブ | この項目は、まだ閲覧者の調べものの参照としては役立たない、高知県に関連した書きかけの項目です。この項目を加筆・訂正などしてくださる協力者を求めています（P:日本の都道府県/高知県）。 |